# Randy Krummenacher
Randy Krummenacher, né le 24 février 1990 à Grüt, est un coureur de moto suisse. 
Ancien pilote Moto2™, Randy Krummenacher a commencé sa carrière en 125 cm3 puis en championnats du Monde Moto3™ avant de passer en Moto2™ en 2011. 
Il a notamment fini 3e au Grand Prix moto de Catalogne 2007. 
Le pilote suisse a été en mesure de marquer de nombreux points chaque saison avant de faire son passage en Championnat du monde de Supersport en 2016. Dans cette catégorie il devient champion du monde en 2019 sur sa Yamaha R6. En 2023, il court sous les couleurs du Tati Team Beringer RACING a l’occasion de la 86eme édition du Bol d’or (Championnat du monde d’endurance moto) et délivre d’excellents relais, allant jusqu’à mener le zx10r du team #4 en pole position au début de course, puis à la 4eme place au bout de 18h de course, devant le team officiel Kawasaki Webike Trickstar, avant que la moto ne rencontre une panne moteur, forçant l’équipe a abandonner.

## World Supersport
Débutant aux côtés de Sofuoglu sous les couleurs Kawasaki Puccetti Racing, Krummenacher a su relever le défi en tenant tête au pilote turc dans la course au titre. Le pilote âgé de 26 ans a longuement lutté pour le titre en remportant sa première victoire dès sa première course. Cependant son irrégularité en fin de saison lui a couté les places de Champion et de vice-Champion du Monde. Il termine la saison à seulement deux points de Jules Cluzel. 
En 2017, Krummenacher rejoint la catégorie World Superbike avec Kawasaki Puccetti Racing, équipe avec laquelle il espère s'illustrer encore davantage.
Cette saison il roule pour le team BARDAHL EVAN BROS. WORLDSSP TEAM sur une Yamaha YZF R6.

## Statistiques

### World Supersport
| Catégorie | Poles | Courses | Podiums | Victoires | P2 | P3 | M.Tours |
| --------- | ----- | ------- | ------- | --------- | -- | -- | ------- |
| WorldSBK  | 0     | 18      | 0       | 0         | 0  | 0  | 0       |
| WorldSSP  | 1     | 16      | 6       | 2         | 3  | 1  | 2       |

| Année | Cat        | Poles | Courses | Podiums | Victoires | P2 | P3 | M.Tours | Pos |
| ----- | ---------- | ----- | ------- | ------- | --------- | -- | -- | ------- | --- |
| 2018  | Supersport | 0     | 4       | 3       | 1         | 2  | 0  | 2       | 2   |
| 2017  | Superbike  | 0     | 18      | 0       | 0         | 0  | 0  | 0       | 16  |
| 2016  | Supersport | 1     | 12      | 3       | 1         | 1  | 1  | 0       | 3   |